# Andreas Thum
Andreas Thum (* 20. Januar 1999 in Schwaz, Tirol) ist ein österreichischer Sportschütze. Er ist in den Disziplinen Luftgewehr-, Kleinkaliber- und Großkaliberschießen aktiv. 

## Erfolge
Bei der Junioren-Weltmeisterschaft 2017 in Suhl wurde er im Teamwettbewerb in der Disziplin Kleinkaliberschießen liegend Mannschaftsweltmeister mit neuem Weltrekord.
Seit 2018 ist er beim Österreichischen Bundesheer als Heeresleistungssportler tätig.
Bei der Europameisterschaft 2021 in Osijek, Kroatien, erreichte Thum in der Disziplin Großkaliberschießen 300 m den dritten Platz und holte somit die Bronzemedaille, im Teamwettbewerb holte er die Silbermedaille.
Bei den Europaspielen 2023 nahm er für Österreich teil. Gemeinsam mit Sheileen Waibel gewann er die Silbermedaille im Dreistellungskampf über 50 m mit dem Kleinkaliber im Mixed-Team-Bewerb. Mit Alexander Schmirl und Martin Strempfl holte er Mannschafts-Bronze mit dem Luftgewehr über 10 Meter. Bei den Weltmeisterschaften 2023 in Baku gewann er sowohl die Silbermedaille im Mannschaftswettbewerb des Dreistellungskampf mit dem freien Gewehr als auch mit dem Kleinkalibergewehr. In der Mannschaftskonkurrenz mit dem Standardgewehr über 300 Meter wurde er Weltmeister.